# Hymenophyllum krauseanum
Hymenophyllum krauseanum là một loài thực vật có mạch trong họ Hymenophyllaceae. Loài này được Phil. miêu tả khoa học đầu tiên.